# 汪繹
汪繹（1671年—1706年），字玉轮，号东山。江苏常熟人。
世代為休宁西门汪氏家族，外祖父钱曾，有藏书楼“述古楼”、“也是园”。汪繹生于清康熙十年（1671年），寄籍江苏常熟。康熙三十九年（1700年）状元，授职翰林院修撰。历任礼部分校、《朱子全书》纂修。与方苞、汤右曾、蒋廷锡等齐名。
汪繹為人疏狂，養了兩個伶人，人戲稱“雙白菜”。方苞經常勸他生活檢點，汪繹聽了不高興，在門口寫道“候中状元汪，谕灵皋，免赐光；庶几南沙，或者西汤，晦明风雨时，来往又何妨？双双白菜，终日到书堂！”。
康熙四十四年与翰林汪士鋐赴扬州校刊《全唐诗》，兢兢業業。康熙四十五年（1706年）以病卒。著作《昭代尺牘小傳》。後人辑其詩成《秋影楼诗集》刊行，查慎行為之序。